# Черноголовая монжита
Черноголовая монжита (лат. Neoxolmis coronatus) — вид птиц из семейства тиранновых (Tyrannidae).
В ревизии 2020 года был отнесён к роду Neoxolmis; ранее рассматривался в роде Xolmis.

## Описание
Длина тела 21—22 см, масса 40—53 г. На голове имеют чёрную шапочку, ограниченную широким белым поясом. Верхняя часть тела птиц серая или коричневато-серая.

## Распространение
Обитают на территории Аргентины, Боливии, Парагвая, Бразилии, а также Уругвая. Естественная среда обитания — субтропическая или тропическая сухая кустарниковая степь. Живут на открытой и полуоткрытой местности, где растут отдельные кусты и невысокие деревья, обычно ниже 1500 м над уровнем моря.

## Биология
Питаются насекомыми. Это перелётные птицы, после окончания сезона размножения они летят на север.
МСОП присвоил виду охранный статус LC.